# Itiquira
Itiquira är en kommun i Brasilien.   Den ligger i delstaten Mato Grosso, i den centrala delen av landet, 700 km väster om huvudstaden Brasília. Antalet invånare är 11 493.
Trakten runt Itiquira består till största delen av jordbruksmark. Trakten runt Itiquira är nära nog obefolkad, med mindre än två invånare per kvadratkilometer.